# Christian Grataloup
 (octobre 2023).
Si vous disposez d'ouvrages ou d'articles de référence ou si vous connaissez des sites web de qualité traitant du thème abordé ici, merci de compléter l'article en donnant les références utiles à sa vérifiabilité et en les liant à la section « Notes et références ».
Pour les articles homonymes, voir Grataloup.
Christian Grataloup est un géohistorien français, né le 12 avril 1951 à Lyon.
Il fut professeur à l'université Paris VII-Denis-Diderot jusqu'en 2014, ainsi qu'à Sciences Po Paris et président du conseil scientifique de l'UFR Géographie, Histoire, Sciences de la Société (GHSS).
Il est spécialiste de géohistoire, de didactique et de modélisation graphique. Il s'intéresse aussi à l'épistémologie de la géographie, ainsi qu'aux représentations géographiques et à leur influence. Il donnera également son nom à la promotion 2022-2023 de la licence « Histoire, Archéologie, Patrimoine, Environnement » (HARPE) du Centre universitaire de Cambrai de l'université polytechnique Hauts-de-France (promotion Grataloup).

## Biographie
- 1971-1976 : élève de l’École normale supérieure de l'enseignement technique (ENSET Cachan - actuelle ENS Paris-Saclay)
- Agrégé et docteur en géographie
- 1975 : cofondateur et coordinateur de la rédaction de la revue EspacesTemps aux côtés notamment de Jacques Lévy au sein de l'ENSET Cachan[2].
- 1982-1987 : directeur d'étude au CRFPEGC (Centre régional de formation des professeurs d'enseignement général de collège) de l'académie de Créteil
- 1987-1994 : professeur de CPGE (lycée du Raincy)
- 1994-1998 : maître de conférence à l'université de Reims
- 1998-2014 : professeur à l'université Paris-Diderot (Paris 7 - devenue Paris-Cité)
- 2007 : il obtient le prix Ptolémée lors du Festival international de géographie (FIG) à Saint-Dié-des-Vosges.
- En 2008, l’Académie des sciences morales et politiques lui décerne le prix Jean-Sainteny pour Géohistoire de la mondialisation. Le temps long du Monde.
- En 2020 : prix Victor-Amédée Barbie du Bocage pour Atlas historique mondial[3].
- En 2020 : prix spécial de la Fondation Pierre Lafue pour Atlas historique mondial
- En 2022 : son nom est utilisé comme appellation pour la promotion 2022-2023 de la licence « Histoire, Archéologie, Patrimoine, Environnement » (HARPE) du Centre universitaire de Cambrai de l'université polytechnique Hauts-de-France (promotion Grataloup)

### Vie privée
Il est marié avec la géohistorienne Anne-Marie Gérin-Grataloup.

## Thèmes de recherche
- Géohistoire de la mondialisation
- Modélisation des dynamiques spatiales dans le temps long
- Modélisation graphique
- Épistémologie de la géographie historique
- Didactique de la géographie

## Publications (sélection)
- Lieux d'Histoire. Essai de géohistoire systématique, Reclus / La Documentation française, 1996
- Mondialisation. Les mots et les choses (en collaboration), Karthala, 1999
- Géohistoire de la mondialisation : Le temps long du monde, Armand Colin, 2007 ; réédition 2010
- L’Atlas des migrations. Les routes de l’humanité , hors-série Le Monde/La Vie, 2008
- L'invention des continents, Larousse, 2009
- Faut-il penser autrement l'histoire du monde ?, Paris, Armand Colin, 2011, 216 p. (ISBN 978-2-200-25753-8)
- Introduction à la géohistoire, Armand Colin, 2015, 192 p. (ISBN 978-2-200-27910-3, lire en ligne)
- Le Monde dans nos tasses : Trois siècles de petit déjeuner, Malakoff, Armand Colin, 2017, 256 p. (ISBN 978-2-200-61228-3)
- Vision(s) du Monde. Histoire critique des représentations de l'Humanité, Armand Colin, 2018 (lire en ligne)
- Atlas historique mondial, préface Patrick Boucheron, cartographes Héloïse Kolebka, Frédéric Miotto, 2019, Les Arènes/L’Histoire, 656 p  (ISBN 978-2-7112-0184-6)
- Cabinet de curiosités de l'histoire du Monde, Armand Colin, 2 septembre 2020, 176 p. (ISBN 978-2200628895)
- Atlas historique de la France, préface Joël Cornette, cartographes Lucille Dugast, Marie-Sophie Putfin, Young-Mi Dino-Pereira, François Hebrard, Romuald Belzacq, Olivia Montagne, Felix Leitao, 2020, Les Arènes/L’Histoire, 318 p  (ISBN 979-10-375-0261-2)
- L'invention des continents et des océans, 2020, Éditions Larousse, 256 p.  (ISBN 978-2-03-599338-0)
- Atlas historique de la Terre, Les Arènes, 2022
- Géohistoire : une autre histoire des humains sur la Terre, Les Arènes, 2023